# Cyclophora notigera
Cyclophora notigera là một loài bướm đêm trong họ Geometridae.